# Хамза-Мирза

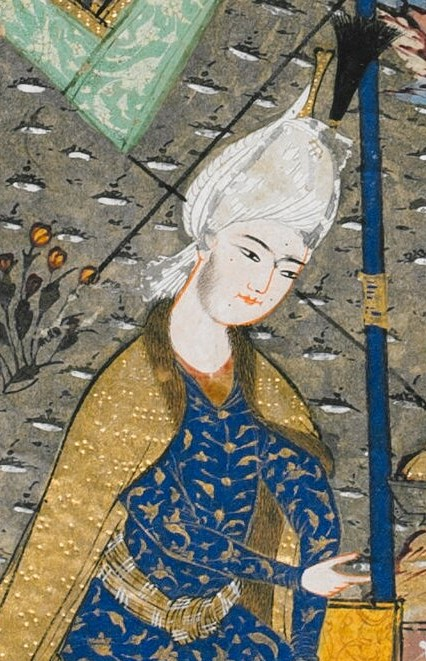
Принц Хамза Мирза.

Хамза-Мирза (ум. 1588 г.) — шахзаде, наследный принц из династии Сефевидов, старший сын шаха Мухаммеда Худабенде. Полководец, возглавив борьбу против вторжения турок в ходе османо-сефевидской войны 1578—1590 гг., одержав ряд важных побед.

## Биография
Хамза-Мирза был старшим сыном шаха Мухаммеда Худабенде из династии Сефевидов, тем самым будучи законным наследником трона. Родился от брака шаха Мухаммеда Худабенде и Махди Ульи.
В 1578 году стал во главе кызылбашской армии выступившей против турок. Во главе армии, вступив в пределы Ширвана, взял ранее захваченные турками города Ареш, осадил Шемаху, сняв осаду атаковал и разбил войско крымских татар у местечка Моллахасан, вновь вернулся к Шемахе, вернув над ней контроль. Из-за раздоров между кызылбашскими эмирами, был вынужден отказаться от похода на Дербент, и вернуться в Казвин, что стало роковым, турки предприняли новый поход на Ширван, вернув его под свой контроль, сведя все успехи Сефевидов на нет.
В 1585 турки начали новый поход против Сефевимов, вторглись в пределы Азербайджана и захватили Тебриз, но не имея реcурсов для продолжения войны, покинули город, оставив там свой гарнизон. Хамза Мирза стал готовиться к новому походу против турок, для освобождения города, но в этот момент столкнулся в мятежом кызылбашских эмиров из племени шамлу и устаджлу. Ему удалось с трудом подавить этот мятеж. В результате заговора некоторой части кызылбашских эмиров, особенно его противников из числа племени устаджлу и шамлу, чей мятеж он до того подавил, был убит, в своем шатре недалеко от Гянджи, в 1588 году.
После смерти Хамзы-Мирзы, на фоне вторжения турок, в государстве началась фактическая анархия и полный разлад. Слабый шах Мухаммед Худабенде был неспособен контролировать государство, эмиры отстаивали свои интересы. Были потеряны Закавказье, Иранский Азербайджан, Ирак Арабский, узбеки захватили Хорасан. В этой ситуации, знать стала объединяться вокруг младшего сына Мухаммеда Худабенде, молодого и энергичного Аббас-Мирзы, который в 1587 году, будет провозглашен шахом, под именем Аббаса I.

## Интересные факты
При Хамзе-Мирзе состоял на службе (во многом обязанный ему и в продвижении по карьерной лестнице), отличившись в его военных кампаниях Орудж-бек Баят, будущий посол Сефевидов к испанскому двору, оставшийся в Испании, приняв католицизм, и написавшего под именем Дон Жуана Персидского книгу «История Дон Жуана Персидского».